# Violeta se fue a los cielos (álbum)
Violeta se fue a los cielos es el trigésimo sexto álbum oficial en estudio del cantautor chileno Ángel Parra como solista. Fue lanzado en Chile originalmente en 2006 y grabado en Francia, país donde el autor vivió varios años producto de su exilio durante la dictadura militar. Más tarde se lanzó una versión francesa, con otra carátula y bajo el nombre de Ángel Parra chante Violeta Parra o simplemente Chante Violeta Parra.
El disco es un álbum tributo a su madre Violeta Parra, que se incluyó en el libro biográfico homónimo escrito por el mismo Ángel y publicado por la editorial Catalonia en 2006. Anteriormente en 1997, el cantautor ya había hecho otro tributo a Violeta, llamado Violeta Parra, texto y música.

## Lista de canciones
Toda la música compuesta por Violeta Parra. Toda la música interpretada por Ángel Parra en la voz, y Matías Pizarro en el piano.. 
| Corazón des Andes |                                                           |          |  |
| N.º               | Título                                                    | Duración |  |
| 1.                | «Corazón maldito»                                         | 4:27     |  |
| 2.                | «Rin del angelito»                                        | 2:53     |  |
| 3.                | «Paloma ausente»                                          | 4:28     |  |
| 4.                | «Mazúrquica modérnica»                                    | 2:17     |  |
| 5.                | «Santiago, penando estás» (o «Mi pecho se halla de luto») | 4:20     |  |
| 6.                | «Qué dirá el Santo Padre» (o «Julián Grimau»)             | 3:10     |  |
| 7.                | «Arriba quemando el sol»                                  | 4:22     |  |
| 8.                | «Se juntan dos palomitos»                                 | 7:10     |  |
| 9.                | «La pericona se ha muerto»                                | 3:27     |  |
| 10.               | «Run Run se fue pa'l norte»                               | 7:06     |  |
| 11.               | «Parabienes al revés»                                     | 2:45     |  |
| 12.               | «Volver a los 17»                                         | 6:28     |  |
| 13.               | «La barca de amores» (o «En los jardines humanos»)        | 3:38     |  |
| 14.               | «Por qué los pobres no tienen»                            | 2:41     |  |
| 15.               | «Gracias a la vida»                                       | 5:56     |  |
| 1:05:08           |                                                           |          |  |